# Función peso
Una función peso es una herramienta matemática que se utiliza al realizar una suma, integral o promedio para dar a algunos elementos más peso o influencia en el resultado que a otros elementos del mismo conjunto. El resultado de esta aplicación de una función de ponderación es una suma ponderada o media ponderada. Las funciones de ponderación aparecen con frecuencia en estadística y en análisis matemático, y están estrechamente relacionadas con el concepto de medida. Las funciones peso se pueden emplear tanto en entornos discretos como continuos. Se pueden utilizar para construir sistemas de cálculo llamados cálculos ponderados y metacálculos.

## Pesos discretos

### Definición general
En la configuración discreta, una función peso {\displaystyle w\colon A\to \mathbb {R} ^{+}} es una aplicación positiva discreta definida en un conjunto {\displaystyle A}, que normalmente es finito o numerable. La función peso {\displaystyle w(a):=1} corresponde a la situación no ponderada, en la que todos los elementos tienen el mismo peso, al que se le pueden aplicar varios conceptos.
Si {\displaystyle f\colon A\to \mathbb {R} } es una función con valores reales, entonces la suma no ponderada de {\displaystyle f} en {\displaystyle A} se define como
{\displaystyle \sum _{a\in A}f(a);}
pero dada una función de peso {\displaystyle w\colon A\to \mathbb {R} ^{+}}, la suma ponderada o combinación cónica se define como
{\displaystyle \sum _{a\in A}f(a)w(a).}
Una aplicación común de las sumas ponderadas aparece en la integración numérica.
Si B es un subconjunto finito de A, se puede reemplazar la cardinalidad |B| no ponderada de B por la cardinalidad ponderada
{\displaystyle \sum _{a\in B}w(a).}
Si A es un conjunto finito no vacío, se puede reemplazar la media o promedio no ponderado 
{\displaystyle {\frac {1}{|A|}}\sum _{a\in A}f(a)}
por la media ponderada o por el promedio ponderado
{\displaystyle {\frac {\sum _{a\in A}f(a)w(a)}{\sum _{a\in A}w(a)}}.}
En este caso solo son relevantes los pesos relativos.

### Estadística
Las medias ponderadas se utilizan comúnmente en estadística para compensar la presencia de desviaciones. Para una cantidad {\displaystyle f} medida múltiples veces independientemente {\displaystyle f_{i}} con varianza {\displaystyle \sigma _{i}^{2}}, la mejor estimación de la señal se obtiene promediando todas las mediciones con peso {\textstyle w_{i}=1/{\sigma _{i}^{2}}}, y la varianza resultante es menor que la de cada una de las mediciones independientes {\textstyle \sigma ^{2}=1/\sum _{i}w_{i}}. El método de máxima verosimilitud pondera la diferencia entre ajustes y datos usando los mismos pesos {\displaystyle w_{i}}.
La esperanza de una variable aleatoria es el promedio ponderado de los posibles valores que podría tomar, siendo los pesos las respectivas probabilidades. De manera más general, el valor esperado de una función de una variable aleatoria es el promedio ponderado por la probabilidad de los valores que toma la función para cada valor posible de la variable aleatoria.
En los ajustes de regresión, en los que se supone que las variables dependientes se ve afectadas por los valores actuales y anteriores (pasados) de las variables independientes, se estima una función de retraso distribuido, siendo esta función un promedio ponderado de los valores actuales y de varias variables independientes anteriores. De manera similar, un modelo de medias móviles especifica una variable en evolución como un promedio ponderado de los valores actuales y varios valores anteriores de una variable aleatoria.

### Mecánica
La terminología función peso surge de la mecánica: si se tiene una colección de objetos {\displaystyle n} en un palanca, con pesos {\displaystyle w_{1},\ldots ,w_{n}} (donde peso ahora se interpreta en el sentido físico) y ubicaciones {\displaystyle {\boldsymbol {x}}_{1},\dotsc ,{\boldsymbol {x}}_{n}},, entonces la palanca estará en equilibrio si el punto de apoyo coincide con el centro de masas
{\displaystyle {\frac {\sum _{i=1}^{n}w_{i}{\boldsymbol {x}}_{i}}{\sum _{i=1}^{n}w_{i}}},}
que también es el promedio ponderado de las posiciones {\displaystyle {\boldsymbol {x}}_{i}}.

## Pesos continuos
En la configuración continua, un peso es una medida positiva, como {\displaystyle w(x)\,dx} en algunos dominios {\displaystyle \Omega }, que normalmente es un subconjunto de un espacio euclídeo {\displaystyle \mathbb {R} ^{n}}; por ejemplo, {\displaystyle \Omega } podría ser un intervalo {\displaystyle [a,b]}. Aquí, {\displaystyle dx} es la medida de Lebesgue y {\displaystyle w\colon \Omega \to \mathbb {R} ^{+}} es una  función de medida no negativa. En este contexto, la función de peso {\displaystyle w(x)} a veces se denomina densidad.

### Definición general
Si {\displaystyle f\colon \Omega \to \mathbb {R} } es una function con valor real, entonces la integral no ponderada
{\displaystyle \int _{\Omega }f(x)\ dx}
se puede generalizar a la integral ponderada
{\displaystyle \int _{\Omega }f(x)w(x)\,dx}
Téngase en cuenta que es posible que sea necesario exigir que {\displaystyle f} sea absolutamente integrable con respecto al peso {\displaystyle w(x)\,dx} para que esta integral sea finita.

### Volumen ponderado
Si E es un subconjunto de {\displaystyle \Omega }, entonces el volumen vol(E) de E se puede generalizar al volumen ponderado
{\displaystyle \int _{E}w(x)\ dx,}

### Promedio ponderado
Si {\displaystyle \Omega } tiene un volumen ponderado finito distinto de cero, entonces se puede reemplazar el promedio no ponderado 
{\displaystyle {\frac {1}{\mathrm {vol} (\Omega )}}\int _{\Omega }f(x)\ dx}
por el promedio ponderado
{\displaystyle {\frac {\int _{\Omega }f(x)\,w(x)\,dx}{\int _{\Omega }w(x)\,dx}}}

### Forma bilineal
Si {\displaystyle f\colon \Omega \to {\mathbb {R} }} y {\displaystyle g\colon \Omega \to {\mathbb {R} }} son dos funciones, se puede generalizar la forma bilineal no ponderada 
{\displaystyle \langle f,g\rangle :=\int _{\Omega }f(x)g(x)\ dx}
a una forma bilineal ponderada 
{\displaystyle \langle f,g\rangle :=\int _{\Omega }f(x)g(x)\ w(x)\ dx.}
Consúltese la entrada sobre polinomios ortogonales para ver ejemplos de funciones ortogonales ponderadas.